# Ванкорське – Находкінське – Ямбург
Ванкорське – Находкінське – Ямбург  – газопровідна система на півночі Західного Сибіру, яка забезпечує видачі продукції ряду гігантських родовищ.

## Виникнення системи
В 2005-му ввели в дію гігантське Находкінське газонафтове родовище, яке знаходиться на східному узбережжі Тазівської губи. Видачу звідси продукції організували по трубопроводу до Ямбурзького родовища, від якого беруть початок потужні газотранспортні системи Ямбург – Тула, «Прогрес», Ямбург – Єлець, Ямбург – Поволжя. Трубопровід має довжину 117 км та складається із двох частин:
- наземні ділянки загальною довжиною 94,2 км в діаметрі 1000 мм;
- підводний перехід через тазівську губу довжиною 22,6 км в діаметрі 1200 мм. Перехід виконано як дюкер, який уклали на 9 метрів нижче дна губи.
В 2013-му спорудили газопровід від Ванкорського родовища, який включає наступні ділянки:
- Ванкор – Хальмерпаютінське довжиною 108 км та діаметром 800 мм, яка розрахована на робочий тиск у 8,3 МПа та має пропускну здатність у 5,6 млрд м3;
- Хальмерпаютінське – Пякяхінське – Находкінське довжиною біля 160 км, виконана в діаметрах 1000 мм та 1200 мм (при цьому відтинок Пякяхінське – Находкінське має довжину 135 км та діаметр 1200 мм). Ця частина системи забезпечує також транспортування продукції гігантських Пякяхінського (введене в промислову розробку в 2016-му) та Хальмерпаютінського (дослідна експлуатація почалась в 2019-му) родовищ.

## Подальший розвиток системи
У 2019-му до ділянки Пякяхінське – Находкінське підключили перемичку завдовжки 7 км від гіганського Південно-Мессояхського родовища.
В другій половині 2010-х південніше від Ванкорського родовища ввели в дію ще одне гігантське нафтогазове родовище – Тагульське. Для видачі його продукції проклали газопровід до Ванкорського довжиною 65 км та діаметром 500 мм, максимальна пропускна здатність якого становить 2 млрд м3 на рік. Станом на 2023 рік велись роботи по облаштуванню Лодочного родовища, яке мають  підключити перемичкою довжиною 2 км до ділянки Тагул – Ванкор.
В 2022 році завершили будівництво перемички довжиною 80 км між Ванкорським родовищем та розташованим північніше від нього Сузунським родовищем, максимальний обсяг поставок по якій заплановано на рівні 2,2 млрд м3 на рік.
Також відомо про плани прокладання другої нитки між Находкінським родовищем та Ямбургом.